# Рай та пекло (фільм, 1963)
«Рай та пе́кло» (яп. 天国と地獄, Tengoku to Jigoku, тенґоку то дзіґоку) — художній фільм 1963 року, поліційна драма режисера Акіри Куросави. Вільна екранізація роману Еда Макбейна 1959 року «Королівський викуп» із циклу «87-ма поліційна дільниця» (англ. 87th Precinct). У головних ролях: Тосіро Міфуне, Тацуя Накадай, Кіоко Каґава.
Фільм займає 85-ту позицію у списку 250 кращих фільмів за версією IMDb. У 2025 році режисером Спайком Лі була створена англомовна реінтерпретація фільму Куросави під назвою «З вершин до низин».

## Сюжет
Багатий промисловець Ґондо стоїть перед вибором: урятувати чужого сина, якого помилково викрали замість його власного, або витратити гроші на свій бізнес. Важкий процес вибору закінчується на користь порятунку життя дитини, тоді як сам Ґондо опиняється на межі банкрутства.

## У ролях
| Актор           | Роль                            |
| --------------- | ------------------------------- |
| Тосіро Міфуне   | Кинґо Ґондо                     |
| Тацуя Накадай   | детектив Токура                 |
| Кіоко Каґава    | Рейко Ґондо                     |
| Тацуя Міхасі    | Каванісі                        |
| Ісао Кімура     | детектив Араі                   |
| Кендзіро Ісіяма | детектив Таґуті                 |
| Такесі Като     | детектив Накао                  |
| Такасі Сімура   | начальник відділку розслідувань |
| Цутому Ямадзакі | інтерн Ґіндзіро Такеуті         |
| Мінору Тіакі    | репортер                        |
| Ейдзіро Тоно    | робітник                        |

## Художні особливості
Фільм умовно ділиться на дві частини. Події першої проходять у вітальні будинку Ґондо. У ній переважають статичні сцени, відбуваються телефонні переговори й прийняття рішень. Друга частина — більш динамічна, проходять пошуки злочинця.

## Виробництво
Фільм знятий у студії «Тохо» в Йогогамі. У фільмі використовується музика із японського науково-популярного фільму 1958 року «Красива і рідка людина» (яп. 美女と液体人間, в американському прокаті — «The H-Man»).

## Реліз
Прем'єра відбулася 1 березня 1963 року в Японії. 26 листопада 1963 року компанія Toho International Inc. випустила фільм з англійськими субтитрами для прокату в США під назвою «Високе і низьке» (англ. High and Low).